# Kastell Bargain
Pour les articles homonymes, voir Bargain (homonymie).
L'île Kastell Bargain, aussi orthographiée Castel Barguin, est un îlot rocheux de l'archipel des Glénan au sud de Fouesnant dans le Finistère.
Située au sud-est de l'île de Penfret, elle tient son nom du capitaine d'un langoustier qui y fit naufrage le 4 octobre 1882 avec ses six hommes d'équipage. Le capitaine Julien Bargain, étant issu d'une famille de maîtres de barques de l'Île-Tudy, sa veuve obtint en compensation la charge de gardienne du sémaphore de Sainte-Marine et le nom Kastell Bargain (château Bargain en breton) fut donné à l'îlot situé près du naufrage.